# Élections législatives indiennes de 1989
Les élections législatives indiennes de 1989 ont lieu du 22 au 26 novembre 1989 pour élire la IXe Lok Sabha.
Ces élections sont une défaite pour le Congrès du Premier ministre Rajiv Gandhi qui ne parvient pas à remporter une majorité. Un gouvernement minoritaire dénommé Front national se met en place sous la direction de V.P. Singh, soutenu de l'extérieur par les communistes et le BJP.